# A Virgem e o Menino Jesus lendo
A A Virgem e o Menino Jesus lendo é uma pintura a  óleo sobre madeira datada de c. 1433 atribuída a um seguidor do pintor flamengo Jan van Eyck. Encontra-se na National Gallery of Victoria em Melbourne, Austrália.
A inscrição na parede, em cima à esquerda diz: "COPLETV ANO D M CCCC XXXIIJ P IOHEM DE EYC BRVGIS". À esquerda pode ler-se: "ALC IXH XAN".